# Pavel Svojanovský
Pavel Svojanovský (Otrokovice, 1943. augusztus 12. – 2024. március 31.) olimpiai ezüstérmes cseh evezős.

## Pályafutása
Testvérével Oldřich Svojanovskýval versenyzett kormányos kettesben. Az 1972-es müncheni olimpián Vladimír Petříček kormányossal ezüst-, az 1976-os montréali olimpián Ludvík Vébr kormányossal bronzérmet szerzett. Egy világbajnoki bronz- illetve egy-egy Európa-bajnoki arany- és ezüstérmet nyert.

## Sikerei, díjai
- Olimpiai játékok – kormányos kettes
  - ezüstérmes: 1972, München
  - bronzérmes: 1976, Montréal
- Világbajnokság – kormányos kettes
  - bronzérmes: 1974
- Európa-bajnokság – kormányos kettes
  - aranyérmes: 1969
  - ezüstérmes: 1971